# Final de la Copa Colombia 2019
La final de la Copa Colombia 2019 fueron una serie de partidos de fútbol disputados entre Independiente Medellín y Deportivo Cali con el propósito de definir el campeón de la Copa Colombia en su edición 2019, competición que reúne a todos los equipos profesionales del fútbol colombiano —Categoría Primera A y Categoría Primera B—. Es la segunda final en la que se enfrentan ambos equipos en esta competición, la primera vez fue en la edición de 1981.

## Llave
| Bandera del departamento de Antioquia | vs. |                      |
| ------------------------------------- | --- | -------------------- |
| Independiente Medellín 4 2            | vs. | Deportivo Cali 3 2 1 |

## Estadios
| Medellín                  | Palmira                |
| ------------------------- | ---------------------- |
| Estadio Atanasio Girardot | Estadio Deportivo Cali |
| Capacidad: 45 000         | Capacidad: 44 000      |
|                           |                        |

## Camino a la final
Nota: Independiente Medellín y Deportivo Cali clasificaron de manera directa, por reglamento, a los octavos de final por lo que no disputaron las fases previas.

### Independiente Medellín
| 7 de agosto                                                                 | Octavos de final | Atanasio Girardot, Medellín   | Independiente Medellín | 2 : 1 | Millonarios            |
| 14 de agosto                                                                | Octavos de final | El Campín, Bogotá             | Millonarios            | 2 : 2 | Independiente Medellín |
| Independiente Medellín clasificó a cuartos de final con un global de 4:3    |                  |                               |                        |       |                        |
| 28 de agosto                                                                | Cuartos de final | Atanasio Girardot, Medellín   | Independiente Medellín | 3 : 2 | Once Caldas            |
| 11 de septiembre                                                            | Cuartos de final | Palogrande, Manizales         | Once Caldas            | 0 : 1 | Independiente Medellín |
| Independiente Medellín se clasificó a las semifinales con un global de 4:2. |                  |                               |                        |       |                        |
| 25 de septiembre                                                            | Semifinales      | Municipal de Ipiales, Ipiales | Deportivo Pasto        | 1 : 2 | Independiente Medellín |
| 16 de octubre                                                               | Semifinales      | Atanasio Girardot, Medellín   | Independiente Medellín | 3 : 2 | Deportivo Pasto        |
| Independiente Medellín avanzó a la final con un resultado global de 5:3.    |                  |                               |                        |       |                        |

|  |                                    |
|  | Triunfo de Independiente Medellín. |
|  | Empate.                            |
|  | Derrota de Independiente Medellín. |

### Deportivo Cali
| 31 de julio                                                                          | Octavos de final | Deportivo Cali, Cali        | Deportivo Cali  | 1 : 0       | Real San Andrés |
| 14 de agosto                                                                         | Octavos de final | Erwin O'Neil, San Andrés    | Real San Andrés | 0 : 1       | Deportivo Cali  |
| Deportivo Cali clasificó a cuartos de final con un global de 2:0                     |                  |                             |                 |             |                 |
| 29 de agosto                                                                         | Cuartos de final | Deportivo Cali, Cali        | Deportivo Cali  | 2 : 1       | Junior          |
| 12 de septiembre                                                                     | Cuartos de final | Metropolitano, Barranquilla | Junior          | 2 : 1 (3:4) | Deportivo Cali  |
| Deportivo Cali se clasificó a las semifinales con un global de 3:3, 4:3 en penaltis. |                  |                             |                 |             |                 |
| 25 de septiembre                                                                     | Semifinales      | Deportivo Cali, Cali        | Deportivo Cali  | 2 : 1       | Deportes Tolima |
| 10 de octubre                                                                        | Semifinales      | Manuel Murillo Toro, Ibagué | Deportes Tolima | 1 : 1       | Deportivo Cali  |
| Deportivo Cali se clasificó a la final con un resultado global de 3:2.               |                  |                             |                 |             |                 |

|  |                            |
|  | Triunfo de Deportivo Cali. |
|  | Empate.                    |
|  | Derrota de Deportivo Cali. |

## Partidos

#### Partido de ida
| 1          | Guardameta     | Johan Wallens      |       |
| 13         | Defensa        | Juan Camilo Angulo |       |
| 4          | Defensa        | Daniel Rosero      |       |
| 2          | Defensa        | Richard Rentería   |       |
| 27         | Defensa        | Darwin Andrade     |       |
| 5          | Centrocampista | Andrés Balanta     |       |
| 16         | Centrocampista | Christian Rivera   |       |
| 30         | Centrocampista | Déiber Caicedo     | 73'   |
| 17         | Centrocampista | Feiver Mercado     | 90+1' |
| 28         | Centrocampista | Andrés Arroyo      | 67'   |
| 9          | Delantero      | Juan Dinenno       |       |
| Entrenador | Entrenador     | Lucas Pusineri     |       |

| 22         | Guardameta     | David González    |       |
| 13         | Defensa        | Elvis Perlaza     | 90+1' |
| 3          | Defensa        | Jesús Murillo     |       |
| 2          | Defensa        | Jaime Giraldo     |       |
| 21         | Defensa        | Dairon Mosquera   |       |
| 16         | Centrocampista | Didier Moreno     |       |
| 8          | Centrocampista | Adrián Arregui    |       |
| 20         | Centrocampista | Déinner Quiñones  | 78'   |
| 10         | Centrocampista | Andrés Ricaurte   |       |
| 7          | Centrocampista | Brayan Castrillón | 62'   |
| 14         | Delantero      | Germán Cano       |       |
| Entrenador | Entrenador     | Aldo Bobadilla    |       |

| 11 | Centrocampista | Carlos Rodríguez   | 67'   |
| 10 | Centrocampista | Agustín Palavecino | 73'   |
| 21 | Centrocampista | Kevin Velasco      | 90+1' |

| 4  | Defensa   | Jonathan Marulanda  | 62'   |
| 25 | Delantero | Juan Manuel Cuesta  | 78'   |
| 29 | Delantero | Cristian Echavarría | 90+1' |

| Anotado | 34' | Juan Dinenno   |  | 1 - 1 |
| Anotado | 78' | Feiver Mercado |  | 2 - 2 |

| Anotado         | 10' | Didier Moreno |  | 0 - 1 |
| Anotado · Penal | 52' | Germán Cano   |  | 1 - 2 |

| Amonestado | 18'   | Juan Camilo Angulo |
| Amonestado | 37'   | Andrés Balanta     |
| Amonestado | 45+2' | Richard Rentería   |

| Amonestado | 12' | Déinner Quiñones |
| Amonestado | 21' | Elvis Perlaza    |
| Amonestado | 43' | Andrés Ricaurte  |
| Amonestado | 51' | Jesús Murillo    |

| Otorgado · Expulsado | 78' | Richard Rentería |

|  |

| Árbitro             | Nicolás Rodríguez   |
| Árbitros asistentes | Cristian De La Cruz |
| Árbitros asistentes | Javer Motta         |
| Cuarto árbitro      | Lisandro Castillo   |

| 1          | Guardameta     | Johan Wallens      |       |
| 13         | Defensa        | Juan Camilo Angulo |       |
| 4          | Defensa        | Daniel Rosero      |       |
| 2          | Defensa        | Richard Rentería   |       |
| 27         | Defensa        | Darwin Andrade     |       |
| 5          | Centrocampista | Andrés Balanta     |       |
| 16         | Centrocampista | Christian Rivera   |       |
| 30         | Centrocampista | Déiber Caicedo     | 73'   |
| 17         | Centrocampista | Feiver Mercado     | 90+1' |
| 28         | Centrocampista | Andrés Arroyo      | 67'   |
| 9          | Delantero      | Juan Dinenno       |       |
| Entrenador | Entrenador     | Lucas Pusineri     |       |

| 22         | Guardameta     | David González    |       |
| 13         | Defensa        | Elvis Perlaza     | 90+1' |
| 3          | Defensa        | Jesús Murillo     |       |
| 2          | Defensa        | Jaime Giraldo     |       |
| 21         | Defensa        | Dairon Mosquera   |       |
| 16         | Centrocampista | Didier Moreno     |       |
| 8          | Centrocampista | Adrián Arregui    |       |
| 20         | Centrocampista | Déinner Quiñones  | 78'   |
| 10         | Centrocampista | Andrés Ricaurte   |       |
| 7          | Centrocampista | Brayan Castrillón | 62'   |
| 14         | Delantero      | Germán Cano       |       |
| Entrenador | Entrenador     | Aldo Bobadilla    |       |

| 11 | Centrocampista | Carlos Rodríguez   | 67'   |
| 10 | Centrocampista | Agustín Palavecino | 73'   |
| 21 | Centrocampista | Kevin Velasco      | 90+1' |

| 4  | Defensa   | Jonathan Marulanda  | 62'   |
| 25 | Delantero | Juan Manuel Cuesta  | 78'   |
| 29 | Delantero | Cristian Echavarría | 90+1' |

| Anotado | 34' | Juan Dinenno   |  | 1 - 1 |
| Anotado | 78' | Feiver Mercado |  | 2 - 2 |

| Anotado         | 10' | Didier Moreno |  | 0 - 1 |
| Anotado · Penal | 52' | Germán Cano   |  | 1 - 2 |

| Amonestado | 18'   | Juan Camilo Angulo |
| Amonestado | 37'   | Andrés Balanta     |
| Amonestado | 45+2' | Richard Rentería   |

| Amonestado | 12' | Déinner Quiñones |
| Amonestado | 21' | Elvis Perlaza    |
| Amonestado | 43' | Andrés Ricaurte  |
| Amonestado | 51' | Jesús Murillo    |

| Otorgado · Expulsado | 78' | Richard Rentería |

|  |

| Árbitro             | Nicolás Rodríguez   |
| Árbitros asistentes | Cristian De La Cruz |
| Árbitros asistentes | Javer Motta         |
| Cuarto árbitro      | Lisandro Castillo   |

#### Partido de vuelta
| 22         | Guardameta     | David González     |     |
| 4          | Defensa        | Jonathan Marulanda |     |
| 3          | Defensa        | Jesús Murillo      |     |
| 6          | Defensa        | Andrés Cadavid     |     |
| 21         | Defensa        | Dairon Mosquera    |     |
| 16         | Centrocampista | Didier Moreno      |     |
| 8          | Centrocampista | Adrián Arregui     | 83' |
| 20         | Centrocampista | Déinner Quiñones   | 88' |
| 10         | Centrocampista | Andrés Ricaurte    |     |
| 13         | Centrocampista | Elvis Perlaza      | 77' |
| 14         | Delantero      | Germán Cano        |     |
| Entrenador | Entrenador     | Aldo Bobadilla     |     |

| 1          | Guardameta     | Johan Wallens        |     |
| 13         | Defensa        | Juan Camilo Angulo   |     |
| 4          | Defensa        | Daniel Rosero        |     |
| 2          | Defensa        | Francisco De Lorenzi |     |
| 27         | Defensa        | Darwin Andrade       | 70' |
| 5          | Centrocampista | Andrés Balanta       |     |
| 16         | Centrocampista | Christian Rivera     |     |
| 30         | Centrocampista | Déiber Caicedo       | 73' |
| 17         | Centrocampista | Feiver Mercado       |     |
| 28         | Centrocampista | Andrés Arroyo        | 61' |
| 9          | Delantero      | Juan Dinenno         |     |
| Entrenador | Entrenador     | Lucas Pusineri       |     |

| 7  | Centrocampista | Brayan Castrillón | 77' |
| 5  | Centrocampista | Diego Arias       | 83' |
| 15 | Defensa        | Héctor Urrego     | 88' |

| 10 | Centrocampista | Agustín Palavecino | 61' |
| 21 | Centrocampista | Kevin Velasco      | 70' |
| 11 | Centrocampista | Carlos Rodríguez   | 73' |

| Anotado | 19' | Adrián Arregui |  | 1 - 0 |
| Anotado | 34' | Germán Cano    |  | 2 - 0 |

| Anotado | 90+2' | Daniel Rosero |  | 2 - 1 |

| Amonestado | 14' | Elvis Perlaza |

| Amonestado | 77' | Juan Dinenno |

|  |

| Árbitro             | Mario Herrera     |
| Árbitros asistentes | Alexander Guzmán  |
| Árbitros asistentes | Alejandro Gallego |
| Cuarto árbitro      | Alexander Ospina  |

| 22         | Guardameta     | David González     |     |
| 4          | Defensa        | Jonathan Marulanda |     |
| 3          | Defensa        | Jesús Murillo      |     |
| 6          | Defensa        | Andrés Cadavid     |     |
| 21         | Defensa        | Dairon Mosquera    |     |
| 16         | Centrocampista | Didier Moreno      |     |
| 8          | Centrocampista | Adrián Arregui     | 83' |
| 20         | Centrocampista | Déinner Quiñones   | 88' |
| 10         | Centrocampista | Andrés Ricaurte    |     |
| 13         | Centrocampista | Elvis Perlaza      | 77' |
| 14         | Delantero      | Germán Cano        |     |
| Entrenador | Entrenador     | Aldo Bobadilla     |     |

| 1          | Guardameta     | Johan Wallens        |     |
| 13         | Defensa        | Juan Camilo Angulo   |     |
| 4          | Defensa        | Daniel Rosero        |     |
| 2          | Defensa        | Francisco De Lorenzi |     |
| 27         | Defensa        | Darwin Andrade       | 70' |
| 5          | Centrocampista | Andrés Balanta       |     |
| 16         | Centrocampista | Christian Rivera     |     |
| 30         | Centrocampista | Déiber Caicedo       | 73' |
| 17         | Centrocampista | Feiver Mercado       |     |
| 28         | Centrocampista | Andrés Arroyo        | 61' |
| 9          | Delantero      | Juan Dinenno         |     |
| Entrenador | Entrenador     | Lucas Pusineri       |     |

| 7  | Centrocampista | Brayan Castrillón | 77' |
| 5  | Centrocampista | Diego Arias       | 83' |
| 15 | Defensa        | Héctor Urrego     | 88' |

| 10 | Centrocampista | Agustín Palavecino | 61' |
| 21 | Centrocampista | Kevin Velasco      | 70' |
| 11 | Centrocampista | Carlos Rodríguez   | 73' |

| Anotado | 19' | Adrián Arregui |  | 1 - 0 |
| Anotado | 34' | Germán Cano    |  | 2 - 0 |

| Anotado | 90+2' | Daniel Rosero |  | 2 - 1 |

| Amonestado | 14' | Elvis Perlaza |

| Amonestado | 77' | Juan Dinenno |

|  |

| Árbitro             | Mario Herrera     |
| Árbitros asistentes | Alexander Guzmán  |
| Árbitros asistentes | Alejandro Gallego |
| Cuarto árbitro      | Alexander Ospina  |

|                                          |
| Campeón Independiente Medellín 2° título |